# Žičniška nesreča na Cermisu (1998)
 Žičniška nesreča na gori Cermis, v Italiji znana tudi kot pokol na Cermisu (italijansko Strage del Cermis), se je zgodila 3. februarja 1998 v bližini italijanskega mesta Cavalese, smučarskega letovišča v Dolomitih približno 25 km severovzhodno od mesta Trento. Dvajset ljudi je umrlo, ko je letalo EA-6B Prowler ameriškega mornariškega korpusa, ki je letelo prenizko in v nasprotju s predpisi, da bi se piloti »zabavali« in »posneli video posnetke pokrajine«, pretrgalo nosilni kabel žičnice.
Pilotu, kapitanu Richardu J. Ashbyju, in njegovemu navigatorju, kapitanu Josephu Schweitzerju, so začeli soditi v Združenih državah in ju spoznali za nedolžna nenamernega uboja in umora iz malomarnosti. Kasneje, na drugem sojenju, so ju spoznali za kriva oviranja preiskave in nečastnega vedenja, ker sta uničila videokaseto, posneto v letalu, in ju odpustili iz korpusa marincev. Nesreča in poznejša oprostitev pilotov sta zaostrila odnose med ZDA in Italijo.

## Podrobnosti nesreče
3. februarja 1998 je letalo za elektronsko bojevanje EA-6B Prowler, BuNo (registrska številka) 163045, 'CY-02', klicni znak Easy 01 v sestavi 2. eskadrilje mornariškega taktičnega elektronskega bojevanja (VMAQ-2) Mornariškega korpusa Združenih držav Amerike izvajalo usposabljanje na nizki nadmorski višini. Ob 15:13 po lokalnem času je zadelo kable, ki podpirajo žičnico (nihalko) iz Cavaleseja. Letalo je v ozki dolini med gorami letelo s hitrostjo 870 kilometrov na uro in na višini med 80 in 100 metri nad nivojem terena.
Ko je letalo doseglo žičnico, je desno krilo letala zadelo kable od spodaj. Kabel se je pretrgal, zaradi česar je kabina na poti iz Cermisa padla več kot 80 m, pri tem pa je umrlo vseh 20 potnikov v njej. Letalo je imelo poškodovano krilo in rep, vendar se je lahko vrnilo v letalsko bazo Aviano.
| Narodnost  | Umrli |
| ---------- | ----- |
| Nemčija    | 7     |
| Belgija    | 5     |
| Italija    | 3     |
| Poljska    | 2     |
| Avstrija   | 2     |
| Nizozemska | 1     |
| Skupaj     | 20    |

### Žrtve
Med dvajsetimi mrtvimi, devetnajstimi potniki in enim žičničarjem, je bilo sedem Nemcev, pet Belgijcev, trije Italijani, dva Poljaka, dva Avstrijca in en Nizozemec.

## Odzivi
Ameriški predsednik Bill Clinton se je uradno opravičil in obljubil denarno nadomestilo. Thomas M. Foglietta, takratni ameriški veleposlanik v Italiji, je obiskal kraj nesreče, pokleknil v molitvi ter se opravičil v imenu Združenih držav.
V Italiji, kjer je dogodek dobil ime pokol na Cermisu (Strage del Cermis), so bili nizki leti ostro kritizirani in nekateri politiki so pozvali k ponovni oceni pravil ali popolni prepovedi tovrstnih vaj, čeprav so bili nizki leti že takrat nezakoniti.

## Prvo sojenje
Italijanski tožilci so želeli, da se štirim marincem sodi v Italiji, vendar je italijansko sodišče priznalo, da Natove pogodbe dajejo pristojnost ameriškim vojaškim sodiščem.
Sprva so bili obtoženi vsi štirje možje na letalu, toda samo pilot, kapitan Richard J. Ashby, in njegov navigator, kapitan Joseph Schweitzer, sta dejansko stala pred sojenjem, obtožena dvajsetih točk nenamernega uboja in umora iz malomarnosti. Sojenje Ashbyju je potekalo v bazi marincev v mestu Lejeune v Severni Karolini, ZDA. Ugotovili so, da zemljevidi v letalu niso prikazovali kablov in da je EA-6B letel nekoliko hitreje in precej nižje, kot dovoljujejo vojaški predpisi. Takrat veljavne omejitve so zahtevale najmanjšo višino letenja 2.000 ft (610 m); Ashby je izjavil, da so na 1.000 ft (305 m). Kabel je bil prerezan na višini 360 ft (110 m). Ashby je nadalje trdil, da je bil višinomer na njegovem letalu okvarjen in da ni vedel za omejitve hitrosti. Marca 1999 je porota Ashbyja oprostila, kar je razjezilo italijansko javnost. Obtožbe za umor proti Schweitzerju so nato zavrgli.

## Drugo sojenje in ponovna preiskava
Ashby in Schweitzer sta bila v drugo obsojena na vojnem sodišču zaradi oviranja preiskave in nečastnega vedenja, ker sta uničila videokaseto, posneto na letalu na dan nesreče. Za obstoj in uničenje te videokasete so vojaški preiskovalci izvedeli šele avgusta 1998, ko sta druga dva člana posadke, kapitana Chandler P. Seagraves in William L. Raney, sprejela imuniteto za pričevanje in se odločila razkriti "resnico o vsem".
Ashby in Schweitzer sta bila maja 1999 spoznana za kriva; oba sta bila odpuščena iz vojaške službe, Ashby je bil obsojen na šestmesečno zaporno kazen. Po štirih mesecih in pol so ga zaradi dobrega vedenja izpustili. Schweitzer je sklenil sporazum o priznanju krivde, ki je prišel v javnost, ko je vojaška porota razpravljala o sodbi. Sporazum mu je preprečil prestajanje zapora, ni pa mu preprečil odpusta.
V svoji pritožbi sta Ashby in Schweitzer zaprosila za ponovno izvedbo sojenja in pomilostitev ter izpodbijala njuni odpustitvi, da bi bila upravičena do vojaških ugodnosti. Trdila sta, da sta se tožilstvo in obramba na prvem sojenju na skrivaj dogovorila, da bosta umaknila obtožbe za nenaklepni umor in umor iz malomarnosti, ohranila pa obtožbo oviranja pravosodja, da bi s tem ugodili zahtevam, ki so prihajale iz Italije. Schweitzerjevo pritožbo so novembra 2007 zavrnili. Odločbe pritožbenega sodišča za oborožene sile so postale dostopne javnosti avgusta 2009.

## Uradno poročilo ZDA
V uradnem poročilu o preiskavi, izdanem 10. marca 1998, ki ga je podpisal generalpodpolkovnik Peter Pace, se je korpus marincev ZDA strinjal z rezultati italijanskih častnikov. Preiskavo je vodil general Michael DeLong skupaj z italijanskima polkovnikoma Orfeom Durigonom in Fermom Missarinom. Dokument je bil tajen, dokler italijanski časopis La Stampa ni zakonito pridobil kopije iz ameriških arhivov in jo 13. julija 2011 tudi objavil.
Ugotovili so, da je posadka letala letela prenizko in prehitro, s čimer je ogrožala sebe in druge. Preiskovalna skupina je predlagala, da bi morali sprejeti disciplinske ukrepe proti letalski posadki in poveljujočim častnikom, da morajo ZDA prevzeti celotno krivdo za to, kar se je zgodilo, in da so svojci žrtev upravičeni do denarne poravnave.
Komisija je ugotovila, da je bila eskadrilja napotena v Aviano 27. avgusta 1997, preden je italijanska vlada objavila nove direktive, ki prepovedujejo lete pod 2.000 ft (610 m) v Trentino-Alto Adige. Vsi piloti eskadrilje so prejeli kopijo direktive. Pismo so pozneje našli neodprto v pilotski kabini letala EA-6B skupaj z zemljevidi, ki označujejo traso žice žičnice. V tem primeru sicer predpisi niso igrali vloge, saj je bilo letenje pod kabli vselej prepovedano. V poročilu je pisalo, da so se piloti sicer običajno dobro obnašali ter bili zdravi, brez predhodnega primera zlorabe drog ali psihičnega stresa. Kljub temu so 24. januarja prejeli uradni opomin zaradi prenizkega letenja po trening vzletu. 
2. februarja je Schweitzer načrtoval pot leta za misijo usposabljanja na nizki nadmorski višini z uporabo zastarelih dokumentov. Dokazano je bilo, da poveljnik eskadrilje, podpolkovnik Muegge, in njegovi pomočniki, kapitani Roys, Recce, Watton in Caramanian, navigatorja niso opozorili na nove omejitve višine leta, verjetno zato, ker je imel predlagani let zadostno višino 1.000 ft (300 m), kar bi bilo dovolj za varno prelet vseh kablov v bližini. Poročilo je vsebovalo intervju s poveljnikom 31. lovskega krila, ki je izjavil, da mu je Muegge priznal, da so on in njegova posadka, razen Ashbyja, vedeli za trenutne omejitve letenja. Po odobritvi poročila je Pace predlagal, da se sprejmejo disciplinski ukrepi tudi proti poveljnikom. 
Zjutraj na dan nesreče je bilo letalo na servisu zaradi napake v "G-metru", ki meri g-sile; napravo so zamenjali. Radarski višinomer je bil preverjen in potrjen, da je v normalnem stanju. Po neseči je Ashby poročal, da ga višinomer nikoli ni opozoril na nizko nadmorsko višino, vendar je to sporno in zelo neverjetno - v času nesreče je bil višinomer nastavljen na opozorilo na 800 ft (240 m), letalo pa je letelo manj kot 400 ft (120 m) visoko.
Ashby je bil kvalificiran za lete na nizki nadmorski višini in se je zavedal prepovedi letenja pod kabli. Njegovo zadnjo tovrstno misijo za usposabljanje je opravil šest mesecev prej, 3. julija. Poročilo vključuje sledenje leta bližnjega letala AWACS. Dokument poroča o videokameri na letalu, vendar je bila prazna, potem ko je Schweitzer vzel originalno kaseto in jo zažgal. Schweitzer je leta 2012 priznal, da je po vrnitvi v letalsko oporišče Aviano zažgal trak z obremenilnimi dokazi.

## Odškodnina
Do februarja 1999 so družine žrtev prejele US$65.000 ($99.759 v 2025) na žrtev kot takojšnjo pomoč italijanske vlade. Maja 1999 je ameriški kongres zavrnil predlog zakona, ki bi ustanovil 40-milijonski odškodninski sklad za žrtve. Decembra 1999 je italijanski parlament odobril načrt denarne odškodnine za družine (1,9 milijona dolarjev na žrtev). Pogodbe Nata so vlado ZDA zavezovale k plačilu 75 % te odškodnine, kar je tudi storila.